# Серенити (Светлячок)
Серенити (англ. Serenity) — пилотный эпизод американского научно-фантастического телесериала «Светлячок» в жанре космического вестерна, вышедший на экраны 20 декабря 2002 года.

## Сюжет
В 2511 году сержант Малькольм «Мэл» Рейнольдс (Нейтан Филлион) и капрал Зои Эллейн Уошбёрн (Джина Торрес) сражаются против Альянса за независимость в Битве в долине Серенити, ставшей последним сражением Войны за Объединение. В итоге, их отряд не получает поддержки с воздуха и силы Альянса одерживают победу, а «коричневые плащи» с Мэлом и Зои терпят поражение в Войне за Объединение.
Шесть лет спустя Мэл — капитан собственного транспортного корабля «Серенити» класса «Светлячок». В команде Мэла старший помощник и его боевой товарищ Зои, её муж и пилот корабля Уош (Алан Тьюдик), инженер Кейли Фрай (Джуэл Стэйт), наёмник Джейн Кобб (Адам Болдуин) и компаньонка Инара Серра (Морена Баккарин). «Серенити» прилетел на потерпевший крушение корабль, откуда команда незаконно перегружает уцелевший груз на свой корабль. В этот момент судно Альянса пролетает рядом и замечает мародёров, но «Серенити» удаётся ускользнуть от преследования.
«Серенити» отправляется на Персефону, чтобы продать украденный груз местному криминальному авторитету Бэджеру (Марк Шеппард), однако тот расторгает сделку, ссылаясь на сообщения о мародёрах, переданные кораблём Альянса, и всем видом показывая презрительное отношение к Мэлу. Капитан решает продать груз Пейшенс, которая живёт Уайтфолле. Зои безуспешно пытается отговорить Мэла, ведь ранее Пейшенс обманывала капитана и даже стреляла в него. Чтобы заработать, экипаж берёт на борт попутчиков: пастора Дэриала Бука Рон Гласс, подозрительного Добсона (Карлос Джекотт) и респектабельного врача Саймона Тэма (Шон Маэр), который везёт большой контейнер.
На пути к Уайтфоллу Уош обнаруживает, что с корабля кто-то послал сигнал Альянсу. Довольно быстро выясняется, что сигнал послан федералом Добсоном, которого взяли на борт на Персефоне. Однако Добсона не интересует «Серенити», он преследует Саймона и его груз. В ходе заварушки Добсон стреляет и ранит механика Кейли в живот. В это время к «Серенити» подходит крейсер Альянса, приказывающий команде сдаться, но героям удаётся улететь. Саймон оперирует Кейли, а Мэл открывает ящик Саймона, который оказывается криокамерой с девушкой внутри. Саймон признаётся, что это его сестра Ривер (Саммер Глау), которую он пытается спрятать от Альянса, ставившего на ней опыты. Связанный Добсон обещает Джейну большие деньги, если тот поможет ему и Альянсу. Между тем «Серенити» встречает в космосе корабль Пожирателей, которые убивают и насилуют попавших к ним людей. В напряжённой сцене «Светлячок» пролетает мимо корабля Пожирателей.
Прилетев на Уайтфолл, Мэл готовится к сделке с Пейшенс. Не доверяя ей, капитан отправляет Джейна занять удобную позицию со снайперской винтовкой на холме, а сам отправляется на встречу с Зои. Как и предполагалось, Пейшенс пытается обмануть команду, за что она и её люди в перестрелке погибают. Вернувшись на корабль, Мэл, Зои и Джейн узнают, что встреченный в космосе корабль Пожирателей проследил за ними и уже приближается. Тем временем Добсон освобождается и берёт в заложницы Ривер, прикрываясь ей как живым щитом, за что его бесцеремонно убивает капитан и выбрасывает тело за борт взлетающего корабля.
В результате напряжённой погони в атмосфере планеты Уошу удаётся выполнить его любимый трюк «Сумасшедший Иван» и оторваться от Пожирателей. Джейн рассказывает капитану, что в ходе допроса Добсон рассказал о преследовании Ривер и о том, что Альянс не оставит их в покое. Саймону Мэл говорит, что им с Ривер безопаснее всего будет постоянно перемещаться, а не прятаться где-то в одном месте. К счастью, место судового врача как раз свободно.

## Производство
Джосс Уидон задумывал снять фантастический телесериал в духе классического вестерна. Основными источниками вдохновения для него послужили роман «Ангелы-убийцы» американского писателя Майкла Шаары и вестерн «Дилижанс» (1939). Однако из-за разногласий с руководством телеканала FOX многие задумки Уидону не удалось воплотить в сериале. Руководство телеканала с самого начала относилось скептически к этому проекту, требовало больше экшена и перестрелок, тогда как режиссёр хотел сосредоточиться на взаимодействии персонажей. Из-за давления телеканала Уидон, по его словам, был вынужден уйти от «Дилижанса» в сторону другого классического вестерна — «Дикой банды» (1969).
Уже отснятый пилотный эпизод «Серенити» был забракован продюсерами FOX, его решили не транслировать на телеканале. В компании считали, что сериалу не хватает динамики, а образ капитана очень строгий и депрессивный. Джосс Уидон и Тим Майнир были вынуждены в кратчайшие сроки написать новый сценарий для эпизода «Ограбление поезда» с оглядкой на то, что телезритель увидит всех героев на экране впервые и его нужно с каждым познакомить.
Уже после закрытия сериала FOX всё же выпустил в эфир пилотный эпизод «Серенити», таким образом сделав первую серию «Светлячка» последней в рамках премьерной телетрансляции.

## Награды
В 2003 году эпизод был номинирован на премию Хьюго в номинации Лучшая постановка, малая форма (англ. Best Dramatic Presentation, Short Form).